# Paweł Góral
Paweł Góral, znany również jako Paweł Góralski (ur. 7 kwietnia 1989 w Brodnicy) – polski aktor teatralny i telewizyjny, osobowość internetowa.

## Życiorys
Absolwent I Liceum Ogólnokształcącego im. Filomatów Ziemi Michałowskiej w Brodnicy. Ukończył Studium Wokalno-Aktorskie im. Danuty Baduszkowej w Gdyni oraz zarządzanie ze specjalizacją: inwestycje i nieruchomości na Uniwersytecie Gdańskim. Na scenie teatralnej debiutował w musicalu „Chess” na deskach szwajcarskiego teatru, z którym dwukrotnie odbył międzynarodowe tournée. W Teatrze Muzycznym im. Danuty Baduszkowej w Gdyni brał udział w spektaklach: „Fame”, „My Fair Lady”, „Grease”, „Shrek” oraz „Przebudzenie wiosny”. Na szklanym ekranie zadebiutował rolą Roberta w serialu telewizyjnym M jak miłość, emitowanym w telewizji TVP2.
Wiosną 2021 zajął drugie miejsce w finale 14. edycji programu rozrywkowego Twoja twarz brzmi znajomo w telewizji Polsat. W 2022 roku wziął udział w jednym z odcinków programu Ninja Warrior Polska na Polsacie.

## Filmografia
- 2023: Na sygnale jako striptizer (odc. 423)
- 2022: Na dobre i na złe jako Adam (odc. 856)
- 2022: Ojciec Mateusz jako Umar Namedow, brat Polli (odc.343)
- 2022: Przyjaciółki jako Seba (odc. 236)
- od 2022: Lombard. Życie pod zastaw jako Arkadiusz Barwan
- 2021: Cień jako Heniek (odc. 4)
- 2021: Leśniczówka jako strażak (odc. 485, 486)
- 2021: Komisarz Alex jako Jacek Pruszcz (odc. 203)
- 2021: Barwy szczęścia jako strażak (odc. 2383, 2384)
- 2020: Ojciec Mateusz jako kierowca (odc. 303)
- 2020: Na sygnale jako ratownik Marcin (odc. 273)
- 2019: Echo serca jako sprzedawca w bufecie (odc. 12)
- 2019: Echo serca jako kelner (odc. 9)
- 2019: W rytmie serca jako mężczyzna w lesie (odc. 44)
- 2019: Zawsze warto jako kurier (odc. 9)
- 2018: W rytmie serca jako pracownik banku (odc. 35)
- 2017: Na układy nie ma rady jako kandydat na grafika
- 2017: O mnie się nie martw jako motocyklista (odc. 72)
- 2015: Na sygnale jako Łukasz Lipski (odc. 47)
- 2012: Ojciec Mateusz jako Rafał Madejski (odc. 105)
- 2012: M jak miłość jako Robert

## Teatr
- 2022: „Sen nocy letniej”, jako Demetriusz, reż. John Weisgerber, Warszawa
- 2022: „Wieczór panieński plus”, jako Krystian, reż. Maria Seweryn, TeatrMY
- 2021 „Wymieszani, posortowani, czyli czarno to widzę”, jako Timur, reż. Ewa Kasprzyk, TeatrMY
- 2021 „Romeo i Julia”, jako Sługa, Abraham i Baltazar, reż. John Weisgerber, Warszawa
- 2020 „Szalone nożyczki”, jako Michał, reż. Jakub Ehrlich, Teatr Fabryka Marzeń
- 2019 „Rock of ages”, reż. Jacek Mikołajczyk, Teatr Syrena, Warszawa
- 2018 „DalidAmore”, jako Abdul, reż. Ewa Kasprzyk, Teatr Kwadrat, Warszawa
- 2017 „Chicago”, jako sekretarz sądowy, reż. Wojciech Kościelniak, Teatr Variete, Kraków
- 2015 „Mamma Mia”, reż. Wojciech Kępczyński, Teatr Muzyczny „Roma”, Warszawa
- 2014 „Requiemaszyna”, reż. Marta Górnicka, Instytut Teatralny, Warszawa
- 2013 „Żona Króla Leara”, jako Kent, reż. Jerzy Gruza, Centrum Kultury, Gdynia
- 2012 „Przebudzenie wiosny”, jako Moritz, reż. Krzysztof Gordon, Teatr Muzyczny, Gdynia
- 2011 „Mayday – Run for your wife”, jako Bobby, reż. Dariusz Majchrzak, Centrum Kultury, Gdynia
- 2011 „Grease”, reż. Maciej Korwin, Teatr Muzyczny, Gdynia
- 2011 „Shrek”, reż. Maciej Korwin, Teatr Muzyczny, Gdynia
- 2010 „My Fair Lady”, reż. Maciej Korwin, Teatr Muzyczny, Gdynia
- 2010 „Fame”, reż. Jarosław Staniek, Teatr Muzyczny, Gdynia
- 2010 „Chess”, reż. Maciej Korwin, tournee po Austrii, Niemczech i Szwajcarii

Źródło: